# Yngvar Bryn
Yngvar Bryn (Kristiansand, Vest-Agder, 17 de desembre de 1881 – Oslo, 30 d'abril de 1947) va ser un atleta i patinador artístic sobre gel noruec que va competir a cavall del segle xix i del segle xx.
Com a atleta Bryn guanyà dues medalles de plata als campionats noruecs de 1899, en els 100 i 500 metres. El 1901 i 1902 es proclamà campió nacional dels 500 metres, alhora que va aconseguir el rècord nacional dels 100 metres llisos el 1902 amb un temps d'11.1 segons. El 1900 va prendre part en els Jocs Olímpics de París, on va disputar, sense sort, els 200 i 400 metres llisos del programa d'atletisme. Entre 1908 i 1911 fou president de l'Associació Noruega d'Atletisme.
Com a patinador artístic sobre gel sempre va competir fent parella amb la seva muller Alexia Bryn. El 1920 va prendre part en els Jocs Olímpics d'Anvers, on guanyà la medalla de plata en la prova parelles del programa de patinatge artístic. Durant la seva carrera esportiva guanyà deu campionats nacionals per parelles i un campionat nòrdic.
El 1932 Bryn va prendre part en els seus tercers Jocs Olímpics, en aquesta ocasió com a jutge de patinador artístic sobre gel i patinatge de velocitat als Jocs Olímpics d'hivern de Lake Placid. Va presidir l'Associació Noruega de Patinatge de 1926 a 1927.
Bryn estudià filologia a la Universitat d'Oslo, i també va ser professor de secundària fins a la seva mort, el 1947.

## Palmarès
Parelles, amb Alexia Bryn
| Prova                 | 1908 | 1909 | 1910 | 1911 | 1912 | 1913 | 1914 | 1919 | 1920 | 1921 | 1922 | 1923 |
| --------------------- | ---- | ---- | ---- | ---- | ---- | ---- | ---- | ---- | ---- | ---- | ---- | ---- |
| Jocs Olímpics         |      |      |      |      |      |      |      |      | 2n   |      |      |      |
| Campionat del Món     |      |      |      | 5è   | 3r   | 4a   | 5è   |      |      |      | 5è   | 2n   |
| Campionats nòrdics    |      |      |      |      |      |      |      |      |      | 2n   | 1r   |      |
| Campionats de Noruega | 1r   | 1r   | 1r   | 1r   | 1r   | 1r   |      | 1r   | 1r   | 1r   | 1r   |      |